# Orman (Ohrid)
Pour les articles homonymes, voir Orman (homonymie).
Orman (en macédonien Орман) est un village du sud-ouest de la Macédoine du Nord, situé dans la municipalité d'Ohrid. Le village comptait 104 habitants en 2002.

## Démographie
Lors du recensement de 2002, le village comptait :
- Macédoniens : 104